# Міхал Клопотовський
Міхал Клопотовський (нар. 20 вересня 1894 Тлумач — пом. квітень 1940 Харків) — польський військовий, Майор Кавалерії Війська Польського, кавалер ордена Virtuti Militari, Ад'ютант Маршала Юзефа Пілсудського, Учаснис Першої та Другої світової війни, жертва Катинського розстрілу.

## Біографія
Міхал Клопотовський народився 20 вересня 1894 року в місті Тлумач, Австро-Угорщина (нині Україна). Тато Францішек Клопотовський, мама Розалія Клопотовська (нар. Павловська).
Отримав освіту в 1-й державній гімназії (цісарській) ім. Мечислава Романовського в м. Станіславів (нині Україна). В 1914 році, він закінчив 8-річну гімназію, та склав атестат зрілості. Планував навчатись в Лісничій Академії. З початком Першої світової війни, став учасником Польський стрільців. Воював на фронті, в 1915 році потрапив в полон до Російської Царської Армії.
В 1918 році приєднався до білого руху. Воював в складі 1-го уланського полку в Сибірі проти більшовиків. В 1920 році повернувся в Польщу. Вступив в Військо Польське та був направлений у 18-й Уланський полк.
1-го липня 1919-го р. отримав звання лейтенанта над старшинством офіцерів. 1 січня 1929 р. отримав звання капітана за вислугу років і переведений в 2-й Грохівський уланський полк м. Сувалки.
5 січня 1930-го став слухачем курса військової академії м. Варшава. 1 листопада 1932 р. закінчив навчання і став дипломованим офіцером. Був призначаний офіцером в Білостоцьку кавалерійську бригаду.
26 січня 1934 р. отримав посаду в командуванні 6-го окремого кавалерійського полку, став начальником штабу.
В 1937 р. став викладачем Військової Академії м. Варшава.
Мобілізований 1939 р. Командир 4-го окремого штабу Армії «Краків»
Міхал Клопотовський став в'язнем Старобільського табору військовополонених польських офіцерів. (За спогадами Юзефа Чапського в його книзі «Старобільські спогади»).
В квітні 1940-го р. розстріляний НКВС в м. Харків УРСР (нині Україна) похований в братській могилі Меморіал жертв тоталітаризму. Занесений в списки № 1456.
5 жовтня 2007 р. Міністерство національної оборони Польщі, присвоїло Міхалу Клопотовському звання підполковника (посмертно). Наказ № 439/2007. 9 листопада 2007 р. під час церемонії «Катинь ми пам'ятаємо — вшануймо героїв»

## Історична праця
У 1929 році разом з Єжи Добєцьким написав «Нарис історії війни 18-го Поморського уланського полку», опублікований у Військово-історичному бюро у Варшаві. Оригінал: Zarys historji wojennej 18 Pułku Ułanów Pomorskic

## Ордени і нагороди
1. Срібний Хрест ордену Virtuti Militari
2. Хрест Незалежності
3. Хрест Хоробрості (вперше)
4. Хрест Хоробрості (вдруше)
5. Медаль Десятиліття відновлення Незалежності
6. Пам'ятна медаль за війну 1918—1921 рр.